# Pelham (Georgia)
Pelham es una ciudad del condado de Mitchell, en el estado de Georgia (Estados Unidos). Su población era de 4.126 habitantes según el censo de 2000. Fue llamada así en honor de John Pelham, oficial del ejército confederado durante la guerra civil estadounidense. De acuerdo con la Oficina del Censo de los Estados Unidos, la ciudad tiene una superficie de 10,5 km², de los cuales un 0,25% es agua.

## Demografía
Según el censo de 2000, en Pelham había 4.126 habitantes, 1.467 hogares y 999 familias. Existían 1.591 viviendas, con una densidad de 151,7 viviendas/km². Según el mismo censo, los habitantes de la ciudad son un 41,66% blancos americanos, un 56,13% afroamericanos, un 0,24% amerindios, un 0,46% asiáticos, un 0,02% provienen de las islas del Pacífico y un 0,70% son de otras razas. La comunidad hispana representa un 1,43% independientemente de su raza.
De los 1.467 hogares, un 33,9% de ellos tenían niños menores de 18 años; en un 35,2% había parejas casadas conviviendo juntas, en un 28,4% había una mujer pero no su marido, y en un 31,9% no había una familia. El 28,8% de todos los hogares eran individuales y un 14,7% eran habitados por personas solas mayores de 65 años. La media de individuos por hogar era de 2,60 personas/hogar, mientras que la media en familias era de 3,21 personas/familia. 
La distribución de la población por edades era la siguiente: un 32,1% menores de 18 años, un 9,8% de personas entre 18 y 24 años, un 23,1% de personas entre 25 y 44 años, un 18,2% de personas entre 45 y 64 años, y un 16,7% mayores de 65 años. La media de edad era de 33 años. Había 90 hombres por cada 100 mujeres, si se compara para individuos mayores de 18 años, la proporción es de 72,8 hombres por cada 100 mujeres.
La renta media por hogar era de 20.040 dólares estadounidenses, y la media por familia era de 24.968 dólares estadounidenses. Los hombres tenían unos ingresos medios de 21.476 dólares, por 17.161 dólares para las mujeres. La renta per cápita para la ciudad era de 10.703 dólares. Alrededor de un 29,6% de las familias y un 33,6% de la población se encuentra por debajo del umbral de pobreza. Entre este colectivo, un 47,0% son menores de 18 años, y un 19,5% mayores de 65 años.
- Datos: Q2710553
- Multimedia: Pelham, Georgia / Q2710553

1. ↑  Zip Data Maps, código ZIP n.º 31779.